# Galles-Japon en rugby à XV
Cet article présente l'historique des confrontations entre l'équipe du pays de Galles et l'équipe du Japon en rugby à XV.
Les deux équipes se sont affrontées à douze reprises, dont trois fois en Coupe du monde. Les Gallois ont remporté onze rencontres contre deux pour les Japonais.

## Les confrontations
| No | Date              | Lieu                                              | Match          | Score   | Compétition              |
| -- | ----------------- | ------------------------------------------------- | -------------- | ------- | ------------------------ |
| 1  | 16 octobre 1993   | Arms Park, Cardiff — Pays de Galles               | Galles – Japon | 55 – 5  | Test match               |
| 2  | 27 mai 1995       | Free State Stadium, Bloemfontein — Afrique du Sud | Galles – Japon | 57 – 10 | Coupe du monde (poule C) |
| 3  | 3 octobre 1999    | Millennium Stadium, Cardiff — Pays de Galles      | Galles – Japon | 64 – 15 | Coupe du monde (poule D) |
| 4  | 10 juin 2001      | Hanazono Rugby Stadium, Osaka — Japon             | Japon – Galles | 10 – 64 | Test match               |
| 5  | 17 juin 2001      | Chichibunomiya Rugby Stadium, Tokyo — Japon       | Japon – Galles | 30 – 53 | Test match               |
| 6  | 26 novembre 2004  | Millennium Stadium, Cardiff — Pays de Galles      | Galles – Japon | 98 – 0  | Test match               |
| 7  | 20 septembre 2007 | Millennium Stadium, Cardiff — Pays de Galles      | Galles – Japon | 72 – 18 | Coupe du monde (poule B) |
| 8  | 8 juin 2013       | Hanazono Rugby Stadium, Osaka — Japon             | Japon – Galles | 18 – 22 | Test match               |
| 9  | 15 juin 2013      | Chichibunomiya Rugby Stadium, Tokyo — Japon       | Japon – Galles | 23 – 8  | Test match               |
| 10 | 19 novembre 2016  | Millennium Stadium, Cardiff — Pays de Galles      | Galles – Japon | 33 – 30 | Test match               |
| 11 | 5 juillet 2025    | Mikuni World Stadium, Kitakyushu — Japon          | Japon – Galles | 24 – 19 | Test match               |
| 12 | 12 juillet 2025   | Kobe Misaki Stadium, Kobe — Japon                 | Japon – Galles | 22 – 31 | Test match               |